# Escolinha da Dona Olinda
Escolinha da Dona Olinda foi um programa brasileiro de rádio criado em 1935 pelo humorista Nhô Totico que se tornou um formato estabelecido para os programas de humor no Brasil conhecido como "escolinha". Todos os personagens eram interpretados pelo próprio Nhô Totico, que se utilizava frequentemente de improvisos, uma vez que o programa não era gravado. Certa feita, Nhô Totico foi intimado a prestar esclarecimentos ante as autoridades policiais do governo de Getúlio Vargas, pois em um de seus programas, um dos personagens pergunta a um agricultor por que seus tomates eram tão grandes e vermelhos, que prontamente respondeu que era devido ao fato dele fazer os tomateiros ouvirem a Hora do Brasil. Em 1939 o Governo Vargas havia criado o DIP, um órgão que serviu como instrumento de censura e propaganda do governo durante o Estado Novo.
| “ | "Na escola e na igreja não se olha para trás", afirmava a severa, mas bondosa professora Dona Olinda, personagem principal de um programa que influenciou muitos outros que surgiram. Todos os dias, às seis e meia da tarde, pelas ondas da Rádio Cultura, eu ouvia as suas vozes e, por elas e através de sua infindável comicidade, eu aprendia uma generosa lição de vida. D. Olinda era professora de uma escola ímpar, que durava, a cada dia, apenas meia hora. Os demais eram seus alunos (junto comigo): Soko, o japonesinho humilde; Mingau, o ítalo-brasileiro, torcedor do Palmeiras; Mingote o cabeça-chata verborrágico; Manuel o lusitano; Jorginho, o 'turco', Sebastião, o caipirinha maroto; e Minguinho, menino urbano...Com rapidez invencível, ele mudava, num segundo, da voz aguda de dona Olinda para o timbre roufenho e pesado de "seu" Joaquim, o preto velho, bedel da Escolinha a presença negra necessária para que o quadro étnico-humano de São Paulo se completasse no programa. | ” |

## Personagens
O programa era composto pela professora Dona Olinda, seus sete alunos e o bedel da escola.
- Dona Olinda – uma professora de bons modos
- Bastião – o aluno caipira, de nome Sebastião
- Manuel – o aluno lusitano
- Mingau – o aluno ítalo-brasileiro, também chamado Chicória, torcedor do Palmeiras
- Mingote – o aluno nordestino, também chamado Chicote, teimoso e valentão verborrágico
- Minguinho – o aluno urbano, comportado, estudioso e inteligente "filhinho de papai"
- Jorginho – o aluno turco
- Soko – o aluno japonês
- Seu Joaquim – o bedel da Escolinha, na figura de um preto velho